# Камерун на літніх Олімпійських іграх 2012
Камерун на літніх Олімпійських іграх 2012 був представлений 33 спортсменами в 9 видах спорту, проте не завоював жодної медалі.
Сім камерунських спортсменів за повідомленнями преси зникли з Олімпійського селища, вочевидь із метою не повертатися до Камеруну, а залишитися у Великій Британії.

## Академічне веслування
Чоловіки
| Спортсмени      | Дисципліна | Відбіркові заїзди | Відбіркові заїзди | Втішний заїзд | Втішний заїзд | Чвертьфінали | Чвертьфінали | Півфінали | Півфінали | Фінал   | Фінал        |
| Спортсмени      | Дисципліна | Час               | Місце             | Час           | Місце         | Час          | Місце        | Час       | Місце     | Час     | Місце        |
| --------------- | ---------- | ----------------- | ----------------- | ------------- | ------------- | ------------ | ------------ | --------- | --------- | ------- | ------------ |
| Пол Етіа Ндумбе | Одиночки   | 7:29.77           | 6                 | 7:24.15       | 5             | Н/Д          | Н/Д          | 7:58.48   | 5         | 7:46.23 | 32 (Фінал F) |